# Misión Iwakura
La Misión Iwakura o Embajada Iwakura (岩倉使節団, Iwakura Shisetsudan) fue una misión diplomática japonesa de oligarcas Meiji, cuyo viaje comenzó en 1871. A pesar de que no fue la única de este tipo, es la más conocida y probablemente la más importante para la modernización de Japón después de un largo período de aislamiento del Occidente. La misión fue propuesta por primera vez por Guido Verbeck, un influyente misionero e ingeniero holandés. 

## Composición

El jefe de la misión, Iwakura Tomomi, aparece en la fotografía vistiendo una tradicional vestimenta japonesa.

La misión fue identificada con el nombre de su jefe Iwakura Tomomi, embajador extraordinario y plenipotenciario. Lo asistían cuatro vice-embajadores, tres de los cuales eran también Ministros en el gobierno japonés: Okubo Toshimichi, Kido Takayoshi, e Itō Hirobumi. El historiador Kume Kunitake era el responsable de llevar un registro detallado de todos los eventos e impresiones del viaje. La misión también incluía un grupo de administradores y estudiosos, siendo un total de 48 personas. 
Unos 60 estudiantes se sumaban al grupo de la misión. Varios de ellos se quedaron en distintas ciudades del extranjero para completar su educación. Cinco jóvenes mujeres del grupo optaron por los Estados Unidos de América, entre ellas Tsuda Umeko, que en ese momento contaba con siete años de edad. Luego de su regreso a Japón en 1900, Tsuda fundó el renombrado Tsuda College. 
Kaneko Kentaro se quedó también en Estados Unidos, y en la universidad conoció a Theodore Roosevelt. La relación de amistad que forjaron llevaría a Roosevelt a adoptar el rol de mediador al final de la guerra ruso-japonesa, y en el Tratado de Portsmouth.[cita requerida]

Makino Nobuaki, un estudiante que acompañó a la misión, relata en sus memorias: Junto con la abolición del sistema han, el envío de la Misión Iwakura a América y Europa deben ser mencionados como los eventos más importantes que construyeron las bases de nuestro estado luego de la Restauración.
Nakae Chomin -quien fue miembro de la misión- y el Ministro de Justicia permanecieron en Francia para estudiar el sistema legal francés con el radical republicano Emile Acollas. Posteriormente Chomin se convirtió en periodista, pensador y traductor e introdujo a los pensadores franceses como Jean-Jacques Rousseau a Japón.

## Itinerario
La misión parte de Yokohama hacia San Francisco, el 23 de diciembre, de 1871. De allí continúa en Washington D. C., luego Gran Bretaña, Francia, Bélgica, Holanda, Rusia, Prusia, Alemania, Dinamarca, Suecia, Austria, Italia, y Suiza. Durante el viaje de regreso, se realizan visitas breves a, Egipto, Adén, Ceilán, Singapur, Saigón, Hong Kong, y Shanghái. La misión regresa a Japón el 13 de septiembre, de 1873, casi dos años después de haber comenzado.

## Propósito y resultados
La misión tenía dos propósitos principales: 
1. Renegociar los «tratados desiguales» que Japón había sido obligado a firmar con Norteamérica, Gran Bretaña y otros países Europeos en las décadas previas.
2. Recolectar información sobre educación, tecnología, cultura, y estructuras militares, sociales y económicas de los países visitados de manera de poder contribuir a la modernización del Japón.

Si bien el primer objetivo no pudo ser alcanzado, y en su intento la misión se prolongó un año más de lo previsto, esto permitió a los miembros de la misión entender la importancia del segundo objetivo. Los intentos de negociación de nuevos tratados que mejoraran las condiciones para Japón hizo que los miembros de la misión se excedieran respecto al mandato que tenían, lo que causó cierta fricción entre la misión y el gobierno japonés. El fracaso y lo prolongado de la estadía, desgastaron las relaciones políticas de Okubo y Kido. Por otra parte, los miembros de la misión quedaron impresionados por la modernidad de América y Europa, lo que los impulsó a su regreso a tomar iniciativas para modernizar Japón.